# Adolphe Dugléré
Adolphe Dugléré (* 3. Juni 1805 in Bordeaux; † 4. April 1884 in Paris) war ein französischer Koch.
Adolphe Dugléré war ein Schüler des Marie-Antoine Carême und dessen Nachfolger als Leibkoch der Bankiersfamilie Rothschild. 1866 übernahm er das Café Anglais, das er zum berühmtesten Pariser Restaurant des 19. Jahrhunderts machte.
Während der Weltausstellung 1867 kreierte Dugléré hier am 7. Juni das sogenannte „Dinner der drei Herrscher“ (Dîner des Trois Empereurs) für Wilhelm I., Zar Alexander II. und den Zarewitsch Alexander III. Auch Bismarck nahm an dem Mal teil, das aus 16 Gängen bestand und neun Stunden andauerte.
Der italienische Komponist Rossini bezeichnete Dugléré als Le Mozart de la cuisine française (Der Mozart der französischen Kochkunst).